# 武田四天王
武田四天王（たけだしてんのう）は、甲斐国の武田信玄・勝頼期の重臣のうち、馬場信房（馬場信春、以下家臣の名は『甲陽軍鑑』等編纂物に見られるもので、括弧内は文書から確認される確実な実名）、内藤昌豊（昌秀）、山県昌景、高坂昌信（春日虎綱）を指す総称。別称に武田四名臣。

## 概要
いずれも信玄に登用され壮年・晩年期に活躍した主要家臣である。山県昌景、内藤昌豊は譜代家老家の次男以下で、馬場信房は身分の低い甲斐衆、春日虎綱は百姓身分であるなど、他国衆は含まれないが出自は多様である。信玄期の領国拡大に伴い、馬場信房は信濃（現・長野県）牧之島城、内藤昌豊は上野国（現・群馬県）箕輪城、山県昌景は駿河国（現・静岡県静岡市）江尻城、高坂昌信は信濃（現・長野県）海津城のそれぞれ城代となり、城代領を支配した。
馬場信房、山県昌景、内藤昌豊の3人は天正3年の長篠の戦いにおいて討死しているが、高坂昌信は勝頼後期まで存命しており、近世初頭に成立した『甲陽軍鑑』は昌信の口述が原本になっているという。
また、武田信虎・信玄初期には板垣信方、甘利虎泰、飯富虎昌、小山田昌辰（虎満）を指すという。